# Nobuyoshi Mutō
Le baron Nobuyoshi Mutō ((武藤 信義, 15 juillet 1868 – 27 juillet 1933) est un maréchal de l'armée impériale japonaise qui fut commandant de l'armée du Guandong et ambassadeur au Mandchoukouo.

## Biographie
Mutō est né dans une ancienne famille samouraï du domaine de Saga. Après des études à l'académie de l'armée impériale japonaise, il sert durant la première guerre sino-japonaise comme lieutenant d'infanterie. Après la guerre (et sa promotion de capitaine), il est envoyé deux fois en Russie comme attaché militaire, séjournant à Vladivostok et Odessa. Il apprend à parler couramment le russe, ce qui lui donne une grande valeur durant la guerre russo-japonaise. Après sa promotion comme major, puis colonel, il retourne au Japon pour un poste dans la garde impériale.
De 1915 à 1916, Mutō est le chef de la 2e section (les manœuvres) du 1er bureau de l'État-major de l'armée impériale japonaise. En 1917, il est assigné aux renseignements militaires et dirige l'agence spéciale de Harbin et des bureaux opérationnels à Irkoutsk et Omsk. Il revient à des postes administratifs au Japon de 1919 à 1921; avant d'être nommé commandant de la 3e division en 1921 et est envoyé en Russie durant l'intervention en Sibérie contre l'armée rouge bolchevik.
Mutō retourne au Japon en 1922 et devient vice-chef de l'État-major jusqu'en 1925, et est membre du Conseil de guerre suprême de 1925 à 1926. Il est brièvement nommé commandant de la défense de Tokyo avant d'assumer le rôle de commandant-en-chef de l'armée du Guandong du 28 juillet 1926 au 26 août 1927.
Mutō participe à la fondation du nouvel État du Mandchoukouo. Après un passage comme inspecteur général de l'entraînement militaire (26 août 1927 - 26 mai 1932), il retourne en Mandchourie de 1932 à 1933 comme commandant-en-chef de l'armée impériale du Mandchoukouo, tout en étant simultanément commandant de l'armée du Guandong et gouvernement du Guandong. En tant qu'ambassadeur extraordinaire et plénipotentiaire auprès de l'empereur Hirohito, Mutō signe le protocole Japon-Mandchoukouo de 1932. En 1933, il supervise l'opération Nekka, l'invasion de la province de Jehol. Début 1933, il est promu au rang de Gensui (maréchal).
Au Mandchoukouo, sous la supervision du chef controversé des services secrets japonais Kenji Doihara, l'État fantoche tourne rapidement à la vaste entreprise criminelle où le viol, l'humiliation sexuelle, la pédophilie, les agressions, et le meurtre deviennent un moyen de terroriser et de contrôler la population chinoise et russe de Mandchourie. Le vol, la confiscation arbitraire des biens et l'extorsion éhontée deviennent monnaie courante. Les bordels, les fumeries d'opium, les maisons de jeu et les boutiques de stupéfiants dirigées par des policiers japonais sont en concurrence avec le syndicat du monopole d'État de l'opium. De nombreux officiers japonais consciencieux protestent contre ces faits, mais Tokyo les ignore et instaure la loi du silence. Mutō essaie de restreindre les activités de Doihara, qu'il considère comme une honte pour le Japon impérial, mais en vain. Il proteste, mais est ignoré. Il meurt de maladie ou commet un suicide rituel après avoir prétendument laissé une note à l'empereur Hirohito demandant pitié pour les habitants du Mandchoukouo, (voir aussi Kanji Ishiwara).
Son anoblissement au titre de danshaku (baron) est fait à titre posthume, tout comme sa remise de l'ordre du Milan d'or (1re classe) et de l'ordre du Soleil levant (1re classe). Sa tombe se trouve dans le temple bouddhiste Gokoku-ji à Tokyo, et l'épée qu'il reçut pour sa promotion de Gensui est exposée au musée Yūshūkan du sanctuaire Yasukuni.

## Source de la traduction
- (en) Cet article est partiellement ou en totalité issu de l’article de Wikipédia en anglais intitulé « Nobuyoshi Mutō » (voir la liste des auteurs).